# Crisilla
Crisilla är ett släkte av snäckor som beskrevs av Tommaso di Maria Allery Monterosato 1917.
Crisilla ingår i familjen Rissoidae. Släktet innehåller bara arten Crisilla semistriata.